# Манассе I (граф Ретеля)
Манассе I (Manasses I) (ум. после 989) — второй граф Ретеля. Граф Омона, Кастра и Мезьера. 
Сын Бернара (Бальтасара) (ум. после 945), графа Ретеля, который возможно был сыном графа Порсьена Манассе, упоминаемого в документе 925 года.. По матери, имя которой не известно — племянник реймсского архиепископа Арто (Артольда).
В достоверных источниках упоминается в 960 г. (Анналы Флодоарда), 6 ноября 972, 26 мая 974, в августе 988 и 989 г.
Жена (с 941 г.) — Ордела, дочь графа Кастра (Нижняя Лотарингия) Варена и его второй жены Джиллы де Дормуа.
Достоверность документа, в котором говорится об их свадьбе, и самого источника (Chronicon Maceriense) оспорили историки Вильгельм Ваттенбах (Германия) и Лоннон (Франция). Возможно, что Манассе I женился позже — около 955 г.
Согласно тому же источнику Chronicon Maceriense, в 960 г. после смерти тестя Манассе I вместе с женой унаследовал его владения — графства Кастр и Мезьер.
Сын:
- Манассе II (ум после 1026), граф Ретеля.

Графство Кастр в Нижней Лотарингии в 1005 г. упоминается в документе 1005 года как владение Фредерика, графа Вердена.